# Ludwig von Elverfeldt

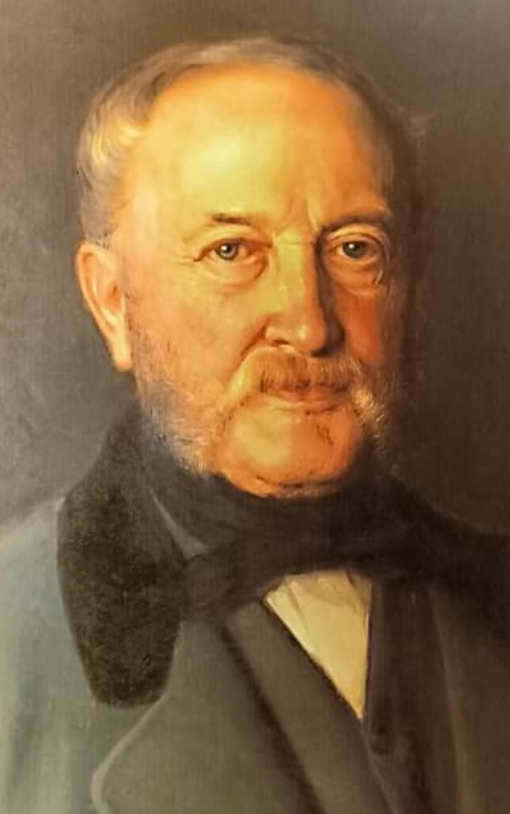
Porträt des Freiherrn in fortgeschrittenen Alter;
Brustbild-Ausschnitt, ungenannter Künstler, um 1860, LWL-Museum Zeche Nachtigall

Ludwig Johann Georg Friedrich Gilderich von Elverfeldt (* 14. Juni 1793 auf Haus Langen (Bad Bentheim); † 2. März 1873 auf Schloss Canstein) war ein deutscher adliger Gutsbesitzer und zu Beginn der Industriellen Revolution Bergbau-Unternehmer im Bereich Steinkohleabbau, -transport und -veredelung.

## Leben
Ludwig von Elverfeldt war ein Abkömmling des Adelsgeschlechtes von Elverfeldt und der jüngere von zwei Söhnen des Bergbau-Unternehmers Levin von Elverfeldt. Sein Vater hatte den älteren Bruder Alexander von einer Erbschaft ausgeschlossen, da „er ihn für geschäftsuntüchtig hielt.“
Während der sogenannten „Franzosenzeit“ trat Ludwig von Elverfeldt im Jahr der Völkerschlacht bei Leipzig 1813 in das preußische Militär ein. Anschließend studierte er von 1816 bis 1818 Rechtswissenschaften in Duisburg und Berlin. Ebenfalls 1818 heiratete er die aus einer Familie von Bergwerksbesitzern stammende Christiane von Schwachenberg.
1825 und 1826 übernahm er von seinem Vater dessen ausgedehnte, aber stark verschuldete Bergbau-Unternehmen. Ab 1832 investierte er im Zuge der beginnenden Industriellen Revolution in den Tiefbau, in Dampfmaschinen sowie in den Bau der durch eine Schienenbahn nutzbaren Muttentalbahn, um den Transport der durch ihn abgebauten Kohle zu verbessern.
Ab 1848 betrieb von Elverfeldt zudem eigene Koks-Öfen. Im Folgejahr 1849 gab er die Geschäftsführung sämtlicher Betriebe an einen Generalmandatar ab und verkaufte aus finanziellen Gründen in den folgenden Jahren nach und nach mehrere seiner Zechen.
Der vormalige Montanindustrielle wandte sich in der Folge mehr und mehr der Verwaltung seiner landwirtschaftlich genutzten Güter zu. Zeitweilig stand er zudem der Gemeinde Bickern als Gemeindevorsteher vor. Er erwarb 1853 das Schloss Canstein und ließ in der Folgezeit Teile des alten Schlosses abbrechen und durch einen Neubau ersetzen.
Am 15. März 1865 stiftete der Freiherr das Familienfideikommiss Martfeld mit Schlebusch, dessen Nutznießer im Jahr 1890 Ludwig von Elverfeldt zu Martfeld bei Schwelm in Westfalen wurde.